# 몽무
몽무(蒙武, ?~?)는 중국 전국 시대 진나라(秦)의 장군이다. 몽오의 아들이며, 몽염과 몽의의 아버지이다.
명장으로 이름을 날린 아버지인 몽오의 뒤를 이어 진 시황제의 통일전쟁에 참전하여 초나라(楚)를 멸망시키는 공을 세웠다.

## 생애
기원전 224년(진시황 23), 몽무는 진나라의 비장군(裨將軍)이 되어 왕전과 함께 초나라(楚)를 공격하여 대파하였다. 이때 초나라의 명장 항연이 죽었다.
기원전 223년(진시황 24), 몽무는 다시 초나라를 공격하여 멸망시켰으며 초왕 부추를 사로잡았다.

## 그 외에
《사기》 권5 진본기에 따르면, 몽무가 기원전 285(소양왕 22), 제나라(齊)를 정벌하고 하동에 9개 현을 설치했다고도 한다. 다만 이 기록은 몽무의 아버지인 몽오의 활동연대보다도 훨씬 시기가 앞서기 때문에 여기서 등장하는 몽무는 동명이인이거나 단순오기일 가능성이 높다.